# Lauryn Williamsová
Lauryn Williamsová, nepřechýleně Lauryn Williams (* 11. září 1983 Pittsburgh, Pensylvánie) je bývalá americká atletka, sprinterka, mistryně světa v běhu na 100 metrů z roku 2005 a stříbrná olympijská medailistka v soutěži dvojbobů žen.

## Kariéra
Jejím prvním mezinárodním úspěchem bylo vítězství v běhu na 100 metrů na juniorském mistrovství světa v roce 2002. Na olympiádě v Athénách v roce 2004 získala v běhu na 100 metrů stříbrnou medaili, o rok později se na této trati stala mistryní světa. Na světovém šampionátu v roce 2005 byla rovněž členkou vítězné štafety USA na 4 × 100 metrů. Na mistrovství světa v roce 2007 skončila ve finále sprintu na 100 metrů druhá. Je také držitelkou stříbrné medaile z běhu na 60 metrů na světovém halovém šampionátu v roce 2006. NA LOH 2012 v Londýně získala s americkou štafetou na 4 × 100 m zlatou medaili.
V červenci 2013 se začala věnovat bobům. Na mistrovství USA skončila třetí, kvalifikovala se na zimní olympiádu v Soči v roce 2014, kde vybojovala stříbrnou medaili v soutěži dvojbobů spolu s Elianou Meyersovou. Stala se tak pátým sportovcem v historii, který získal medaili na letních i zimních olympijských hrách.